# Leichtathletik-Weltmeisterschaften 2017/Teilnehmer (Polen)
| Gelbes Symbol für Goldmedaillen mit stilisierten Olympischen Ringen | Graues Symbol für Silbermedaillen mit stilisierten Olympischen Ringen | Braundes Symbol für Bronzemedaillen mit stilisierten Olympischen Ringen |
| ------------------------------------------------------------------- | --------------------------------------------------------------------- | ----------------------------------------------------------------------- |
| 2                                                                   | 2                                                                     | 4                                                                       |

Von Polen wurden 22 Athletinnen und 29 Athleten für die Leichtathletik-Weltmeisterschaften 2017 in London nominiert.

## Ergebnisse

### Frauen

#### Laufdisziplinen
| Athletin | Disziplin    | Vorlauf        | Vorlauf | Halbfinale         | Halbfinale         | Finale             | Finale             |
| Athletin | Disziplin    | Zeit           | Platz   | Zeit               | Platz              | Zeit               | Platz              |
| --- | ------------ | -------------- | ------- | ------------------ | ------------------ | ------------------ | ------------------ |
| Ewa Swoboda | 100 m        | 11,24 s SB     | 18      | 11,35 s            | 24                 | nicht qualifiziert | nicht qualifiziert |
| Anna Kiełbasińska | 200 m        | 23,48 s        | 25      | nicht qualifiziert | nicht qualifiziert | nicht qualifiziert | nicht qualifiziert |
| Iga Baumgart | 400 m        | 51,88 s        | 19      | 51,81 s            | 15                 | nicht qualifiziert | nicht qualifiziert |
| Małgorzata Hołub | 400 m        | 52,26 s        | 28      | ausgeschieden      | ausgeschieden      | ausgeschieden      | ausgeschieden      |
| Justyna Święty | 400 m        | 53,62 s        | 44      | nicht qualifiziert | nicht qualifiziert | nicht qualifiziert | nicht qualifiziert |
| Joanna Jóźwik | 800 m        | 2:01,51 min    | 18      | 2:01,91 min        | 20                 | nicht qualifiziert | nicht qualifiziert |
| Angelika Cichocka | 800 m        | 2:00,86 min SB | 7       | 1:59,32 min SB     | 3                  | 1:58,41 min PB     | 6                  |
| Angelika Cichocka | 1500 m       | 4:03,27 min    | 6       | 4:03,96 min        | 5                  | 4:04,16 min        | 7                  |
| Sofia Ennaoui | 1500 m       | 4:03,35 min    | 7       | 4:05,80 min        | 13                 | nicht qualifiziert | nicht qualifiziert |
| Joanna Linkiewicz | 400 m Hürden | 56,18 s        | 19      | 56,25 s            | 17                 | nicht qualifiziert | nicht qualifiziert |
| Katarzyna Kowalska | Marathon     |                |         |                    |                    | 2:39:39 h          | 36                 |
| Izabela Trzaskalska | Marathon     |                |         |                    |                    | 2:35:03 h          | 23                 |
| Małgorzata Hołub Iga Baumgart Aleksandra Gaworska Justyna Święty Martyna Dąbrowska nur Vorlauf Patrycja Wyciszkiewicz nur Vorlauf | 4 × 400 m    | 3:26,47 min SB | 6       |                    |                    | 3:25,41 min SB     | Bronze             |

#### Sprung/Wurf
| Athletin                | Disziplin   | Qualifikation | Qualifikation | Finale             | Finale             |
| Athletin                | Disziplin   | Weite/Höhe    | Platz         | Weite/Höhe         | Platz              |
| ----------------------- | ----------- | ------------- | ------------- | ------------------ | ------------------ |
| Kamila Lićwinko         | Hochsprung  | 1,92 m        | 1             | 1,99 m SB          | Bronze             |
| Anna Jagaciak-Michalska | Dreisprung  | 14,09 m       | 10            | 14,25 m            | 6                  |
| Paulina Guba            | Kugelstoßen | 17,52 m       | 16            | nicht qualifiziert | nicht qualifiziert |
| Klaudia Kardasz         | Kugelstoßen | 17,52 m       | 17            | nicht qualifiziert | nicht qualifiziert |
| Joanna Fiodorow         | Hammerwurf  | 71,72 m       | 9             | 73,04 m            | 6                  |
| Malwina Kopron          | Hammerwurf  | 74,97 m       | 1             | 74,76 m            | Bronze             |
| Anita Włodarczyk        | Hammerwurf  | 74,61 m       | 2             | 77,90 m            | Gold               |
| Marcelina Witek         | Speerwurf   | 59,00 m       | 22            | nicht qualifiziert | nicht qualifiziert |

### Männer

#### Laufdisziplinen
| Athlet                                                         | Disziplin        | Vorlauf        | Vorlauf | Halbfinale  | Halbfinale | Finale             | Finale             |
| Athlet                                                         | Disziplin        | Zeit           | Platz   | Zeit        | Platz      | Zeit               | Platz              |
| -------------------------------------------------------------- | ---------------- | -------------- | ------- | ----------- | ---------- | ------------------ | ------------------ |
| Rafał Omelko                                                   | 400 m            | 45,69 s        | 21      | 45,37 s     | 18         | nicht qualifiziert | nicht qualifiziert |
| Adam Kszczot                                                   | 800 m            | 1:47,36 min    | 30      | 1:46,24 min | 10         | 1:44,95 min SB     | Silber             |
| Marcin Lewandowski                                             | 800 m            | 1:46,17 min    | 14      | 1:45,93 min | 7          | nicht qualifiziert | nicht qualifiziert |
| Marcin Lewandowski                                             | 1500 m           | 3:46,06 min    | 27      | 3:38,32 min | 3          | 3:36,02 min        | 7                  |
| Michał Rozmys                                                  | 800 m            | 1:47,09 min    | 26      | 1:46,10 min | 9          | nicht qualifiziert | nicht qualifiziert |
| Michał Rozmys                                                  | 1500 m           | 3:40,28 min    | 11      | 3:42,94 min | 22         | nicht qualifiziert | nicht qualifiziert |
| Damian Czykier                                                 | 110 m Hürden     | 13,53 s        | 19      | 13,42 s     | 14         | nicht qualifiziert | nicht qualifiziert |
| Patryk Dobek                                                   | 400 m Hürden     | 49,42 s        | 7       | 49,40 s     | 11         | nicht qualifiziert | nicht qualifiziert |
| Krystian Zalewski                                              | 3000 m Hindernis | 8:28,41 min    | 19      |             |            | nicht qualifiziert | nicht qualifiziert |
| Damian Błocki                                                  | 20 km Gehen      |                |         |             |            | 1:21:29 h PB       | 20                 |
| Artur Brzozowski                                               | 20 km Gehen      |                |         |             |            | 1:27:43 h PB       | 12                 |
| Jakub Jelonek                                                  | 20 km Gehen      |                |         |             |            | 1:27:43 h          | 53                 |
| Rafał Augustyn                                                 | 50 km Gehen      |                |         |             |            | 3:44:18 h SB       | 7                  |
| Adrian Błocki                                                  | 50 km Gehen      |                |         |             |            | 3:55:49 h          | 24                 |
| Rafał Fedaczyński                                              | 50 km Gehen      |                |         |             |            | 3:52:11 h          | 22                 |
| Kajetan Duszyński Łukasz Krawczuk Tymoteusz Zimny Rafał Omelko | 4 × 400 m        | 3:01,78 min SB | 7       |             |            | 3:01,59 min SB     | 7                  |

#### Sprung/Wurf
| Athlet              | Disziplin      | Qualifikation | Qualifikation | Finale             | Finale             |
| Athlet              | Disziplin      | Weite/Höhe    | Platz         | Weite/Höhe         | Platz              |
| ------------------- | -------------- | ------------- | ------------- | ------------------ | ------------------ |
| Sylwester Bednarek  | Hochsprung     | 2,26 m        | 20            | nicht qualifiziert | nicht qualifiziert |
| Piotr Lisek         | Stabhochsprung | 5,70 m        | 1             | 5,89 m             | Silber             |
| Paweł Wojciechowski | Stabhochsprung | 5,70 m        | 7             | 5,75 m             | 5                  |
| Tomasz Jaszczuk     | Weitsprung     | 7,64 m        | 26            | nicht qualifiziert | nicht qualifiziert |
| Konrad Bukowiecki   | Kugelstoßen    | 20,55 m       | 12            | 20,89 m            | 8                  |
| Michał Haratyk      | Kugelstoßen    | 21,27 m       | 3             | 21,41 m            | 5                  |
| Jakub Styszkowski   | Kugelstoßen    | 20,54 m       | 13            | nicht qualifiziert | nicht qualifiziert |
| Piotr Małachowski   | Diskuswurf     | 65,13 m       | 4             | 65,24 m            | 5                  |
| Robert Urbanek      | Diskuswurf     | 63,67 m       | 8             | 64,15 m            | 7                  |
| Paweł Fajdek        | Hammerwurf     | 76,82 m       | 2             | 79,73 m            | Gold               |
| Wojciech Nowicki    | Hammerwurf     | 76,85 m       | 1             | 78,03 m            | Bronze             |
| Marcin Krukowski    | Speerwurf      | 83,49 m       | 13            | 82,01 m            | 9                  |